# چا جی یون
چا جی یون (کره‌ای: 차지연؛ زادهٔ ۲۲ فوریه ۱۹۸۲) بازیگر و خواننده اهل کره جنوبی است.

## زندگی شخصی
چا جی یون در سال ۲۰۱۵ با خواننده و بازیگر یون اون چه ازدواج کرد و یک بچه دارند.

## فیلم‌شناسی

### مجموعه تلویزیونی
| سال  | عنوان                | نقش        | منابع |
| ---- | -------------------- | ---------- | ----- |
| ۲۰۱۱ | بوی یک زن            | ورونیکا    | [ ۵ ] |
| ۲۰۲۱ | راننده تاکسی         | بک سونگ می | [ ۶ ] |
| ۲۰۲۲ | ازدواج مجدد و آرزوها | چوی یو سون | [ ۷ ] |
| ۲۰۲۳ | راننده تاکسی فصل ۲   | بک سونگ می | [ ۸ ] |

### تئاتر
| سال  | عنوان   | عنوان کره‌ای | نقش    | منابع |
| ---- | ------- | ----------- | ------ | ----- |
| ۲۰۲۳ | آمادئوس | 아마데우스  | سالیری | [ ۹ ] |